# GASAG-Geschäftshaus

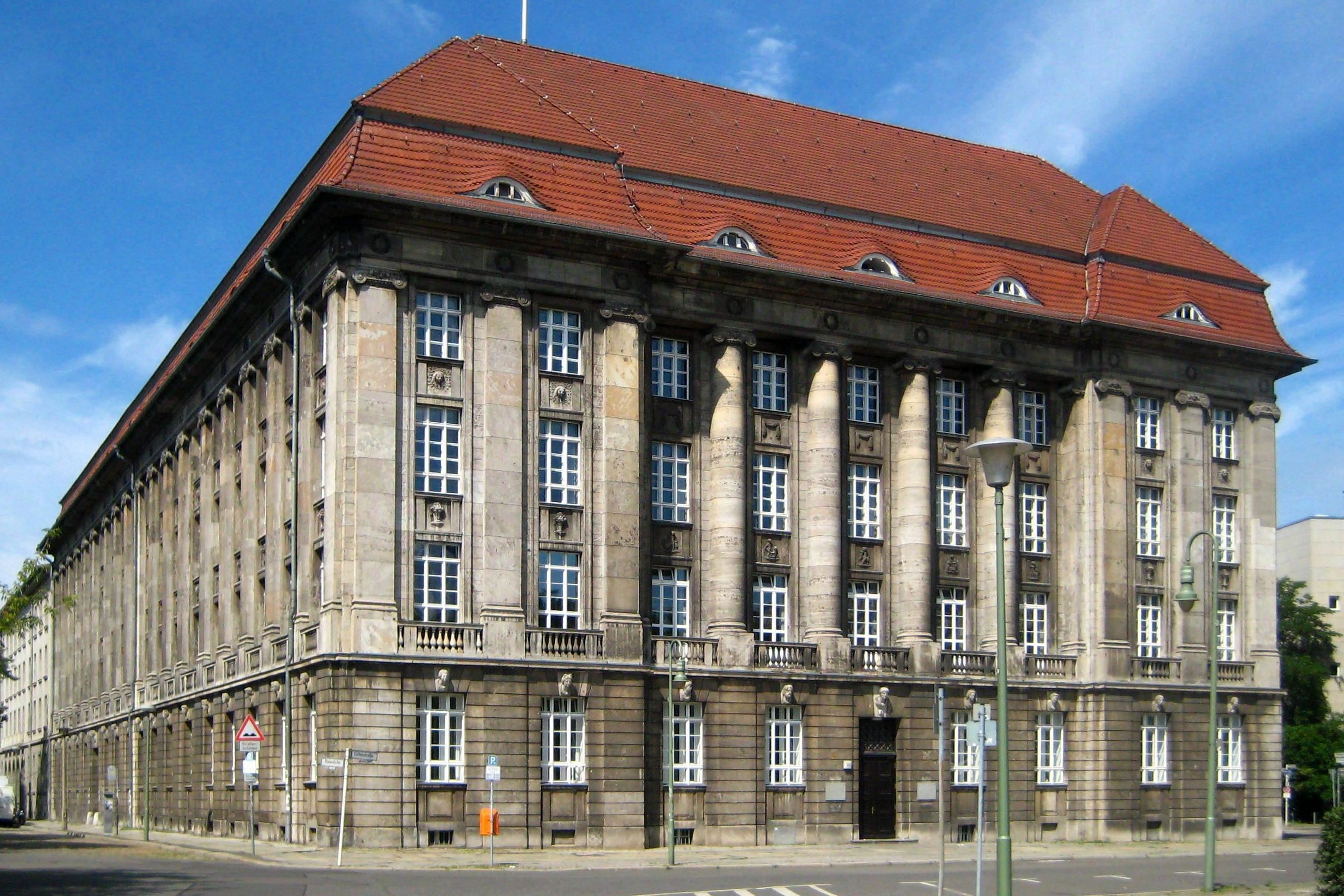
GASAG-Geschäftshaus, Ansicht von der Littenstraße aus

Das GASAG-Geschäftshaus in der Littenstraße im Berliner Ortsteil Mitte wurde 1910 von den städtischen Gaswerken Berlins (heute: GASAG AG) als Hauptsitz der Verwaltung bezogen. Das von Ludwig Hoffmann im Stil der Neorenaissance entworfene Gebäude steht heute unter Denkmalschutz, wird aber nicht mehr von der GASAG genutzt.

## Lage und Baubeschreibung

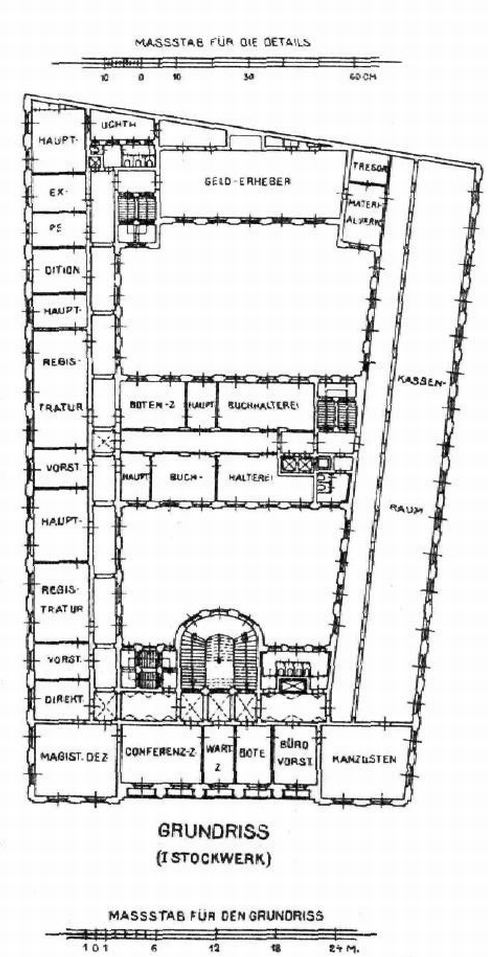
Grundriss des ersten Stockwerks

Das Grundstück des GASAG-Geschäftshauses Littenstraße 109 in der Stralauer Vorstadt ist leicht trapezförmig, wobei das Portal des Gebäudes am schmaleren Ende des Trapezes zur östlich gelegenen Littenstraße weist. Im Süden trennt das Rolandufer das Grundstück von der Spree und im Norden grenzt die Stralauer Straße an das Grundstück. Im Westen grenzt das Gebäude an ein bebautes Grundstück. Zur Bauzeit des GASAG-Geschäftshauseses führte die Littenstraße (damals: Neue Friedrichstraße) über die Waisenbrücke hinweg nach Kreuzberg. Die 1945 zerstörte Waisenbrücke wurde 1960 abgerissen. Daher ist heute die Jannowitzbrücke die nächstgelegene Spreequerung. Das GASAG-Geschäftshaus liegt nun an einer weniger befahrenen Straße.
Auf dem Grundstück befand sich vor der Errichtung des GASAG-Geschäftshauses das barocke Waisenhaus von Martin Grünberg, das 1906 abgerissen wurde. Der 1906–1909 errichtete Neubau hat vier Geschosse und ist mit Muschelkalk verkleidet. Die Fassade des Erdgeschosses ist mit Rustika herausgehoben. Über den Fenstern und Türen befindet sich Bauschmuck vom Bildhauer Josef Rauch. Die Hauptfassade zur Littenstraße besitzt kräftige Säulen und ein Hauptportal. Im Inneren ist das Gebäude mit zwei großen Innenhöfen gestaltet, ein Zwischenflügel verbindet den südlichen mit dem nördlichen Hauptflügel. Das Dach ist als Mansarden-Walmdach ausgeführt.

## Nutzungsgeschichte
Die Städtischen Gaswerke hatten sich zu Beginn des 20. Jahrhunderts zum größten Gasversorger Europas entwickelt. Um die immer umfangreicher werdenden Verwaltungsarbeiten (beispielsweise die Rechnungserstellung) effizienter erledigen zu können, errichtete die GASAG ihr neues Geschäftshaus. Während der DDR-Zeit war es das Verwaltungsgebäude des VEB Energiekombinat. Das Gebäude blieb bis 2002 im Besitz und in der Nutzung des GASAG-Konzerns. Nach einer Zwischennutzung durch den WMF-Club befindet sich dort seit 2005 die privaten Höhere Handelsschule, die Designschule, Technische Berufsfachschule sowie Fachoberschule für Wirtschaft der BEST-Sabel-Gruppe.